# L'abbraccio - Storia di Antonino e Stefano Saetta
L'abbraccio - Storia di Antonino e Stefano Saetta è un film documentario italiano del 2020, scritto e diretto da Davide Lorenzano, prodotto da Cristian Patanè, con la direzione della fotografia di Daniele Ciprì.
La pellicola esplora la vicenda di Antonino Saetta e del figlio Stefano, vittime di un efferato agguato ordito da Cosa nostra, teso lungo la strada statale 640, tra Agrigento e Caltanissetta, la notte del 25 settembre del 1988, ma spazia anche al legame padre-figlio attraverso l'elaborazione di ricostruzioni animate nel linguaggio del graphic novel e la rivelazione di documenti inediti, le immagini delle teche Rai e dell’Istituto Luce.
Al film hanno partecipato i figli del giudice Saetta, Roberto e Gabriella; gli amici di casa Saetta, i fratelli Giuseppe e Alessandra Fallica; lo storico Gaetano Augello.  Tra gli intervistati anche il giudice ed eurodeputato Caterina Chinnici, il giornalista televisivo Carmelo Sardo, chi si recò sul luogo del delitto la mattina del 26 settembre, e Antonino Di Matteo: il pm e membro del CSM, alle prese con il suo primo processo di mafia, ebbe a condurre le indagini e il processo sull’eccidio Saetta, in un primo momento archiviato nei confronti di ignoti, ricostruendone il movente e l’esecuzione e ottenendo la condanna all’ergastolo dei responsabili.
Agli elogi per l'opera s'è unito anche il Presidente della Repubblica Sergio Mattarella che, nell'esprimere «vivo apprezzamento per il lavoro» al regista, l'ha definita «reale e particolarmente toccante, in memoria di un giudice integerrimo e onesto e del suo giovane figlio».
L'abbraccio si pone a prequel del documentario indipendente Il giudice di Canicattì - Rosario Livatino, il coraggio e la tenacia, scritto e diretto nel 2016 dallo stesso Lorenzano, con la voce narrante di Giulio Scarpati, in onda su Rai Storia e in streaming su Rai Play: l'epilogo della vicenda Saetta si consuma sul medesimo collegamento stradale dove, due anni più tardi, si inscena l'omicidio di Rosario Livatino.

## Trama
La notte di plenilunio del 25 settembre 1988, sulla statale 640, quella che da Agrigento conduce a Caltanissetta, quindi a Palermo, un'auto è attaccata da un commando di sicari che esplode in una pioggia di proiettili contro gli ignari passeggeri. I corpi, ormai straziati, appartengono ad Antonino Saetta, di anni 65, presidente della prima sezione della Corte d’Assise d’Appello di Palermo, e al giovane figlio Stefano, di anni 35. Entrambi di ritorno nel capoluogo siciliano, successivamente al battesimo di un nipotino. Antonino, eliminato da Cosa nostra perché inavvicinabile, dedito alla Giustizia, e Stefano, vittima di una realtà ignobile e senza scrupoli.    
Il processo alle Brigate Rosse, a Genova, quello sul naufragio della nave mercantile Seagull, attraverso la quale l'Italia giunse ad una svolta legislativa, per arrivare alle severe condanne contro mandanti ed esecutori della strage di via Pipitone Federico, quella che colpì Rocco Chinnici, e dell'omicidio del capitano dei carabinieri Emanuele Basile. Perciò Saetta fu il primo magistrato giudicante assassinato dalla mafia, il più accreditato a presiedere l’appello del Maxiprocesso, e, per la prima volta, insieme a un figlio. Lo stesso che, quella notte di luna piena, nell'abitacolo del veicolo, fu ritrovato con il corpo del padre riverso sul suo: l'estremo tentativo di Antonino di salvargli la vita, nell'ultimo drammatico abbraccio.

## Promozione
La prima clip del film è stata diffusa il 22 ottobre 2019 dal sito del Corriere della Sera, mentre il trailer è stato rilasciato il 24 agosto 2020.
De L'abbraccio, è stata pubblicata una scena extra della durata di 5 minuti, realizzata e diffusa in collaborazione con Gino Paoli e Universal Publishing Music Ricordi, contenente il celebre brano Il cielo in una stanza. Il contenuto, disponibile alla visione libera dalla pagina Facebook del film, riporta un’ulteriore testimonianza. All’interno è infatti udibile la registrazione di una telefonata intercorsa tra il regista Lorenzano e un uomo appartenente alle forze dell’ordine, il primo a giungere sul luogo del delitto. L’uomo, la cui voce appare sconvolta, racconta i primi istanti della constatazione, insieme a un particolare struggente. «Abbiamo trovato la macchina tutta crivellata di colpi e, mi è rimasto proprio impresso, c’era la canzone “Il cielo in una stanza” ancora che suonava alla radio», è il ricordo dell’ex agente di polizia ascoltabile nella scena extra.

## Distribuzione e riconoscimenti
Il film è stato distribuito in Italia dopo essere stato presentato al Giffoni Film Festival, nella Masterclass Cult, il 29 agosto 2020.
Successivamente una prima interruzione per via del dilagare della pandemia da coronavirus e delle conseguenti restrizioni per le sale cinematografiche, il film ha ripreso la distribuzione a partire dalla primavera 2021.

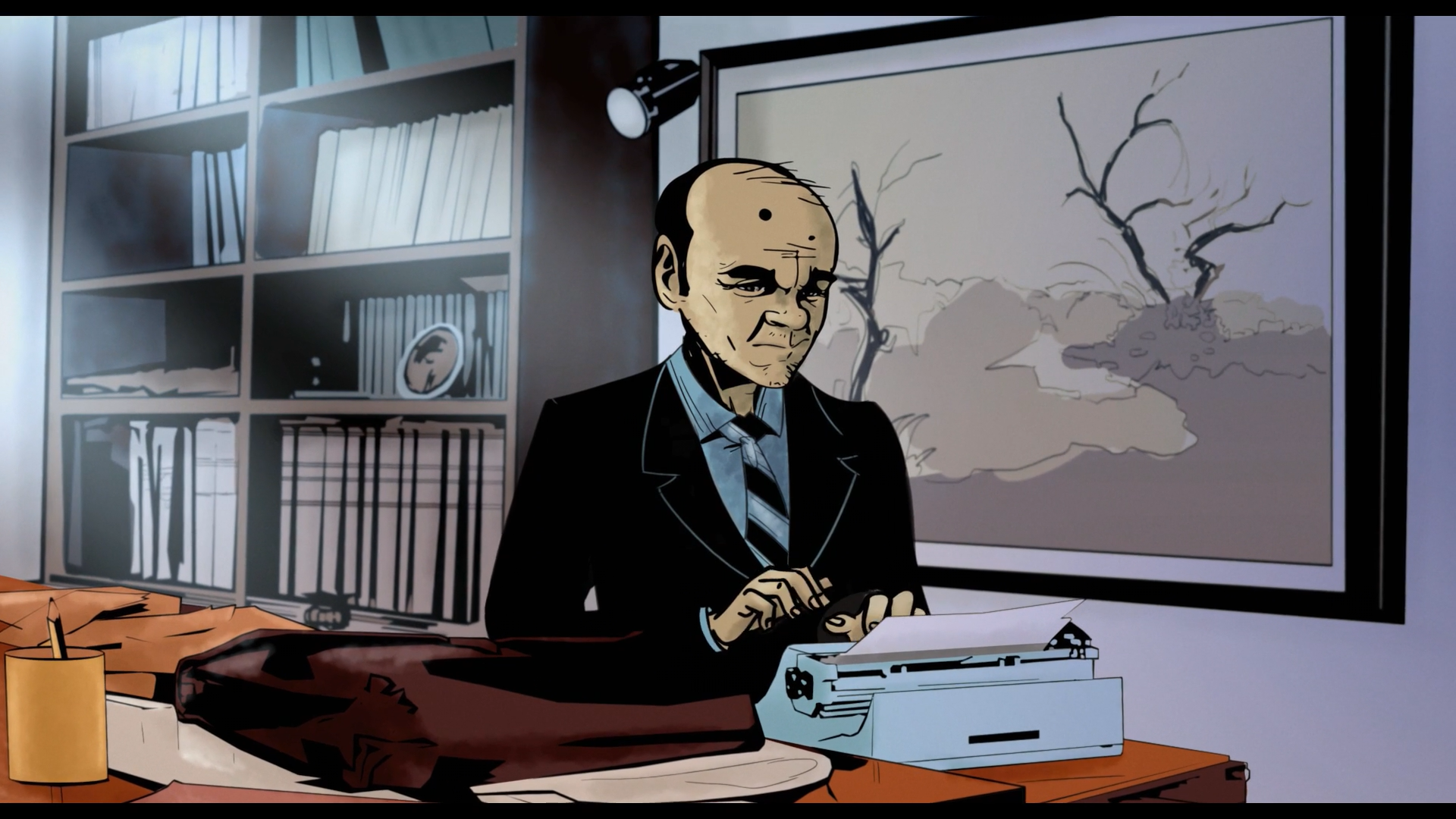
Ne L'abbraccio, Saetta diventa un graphic novel animato (Grafimated Cartoon)

Il lungometraggio ha registrato un exploit di consensi dal pubblico e dalla critica. È stato dichiarato miglior film del 2020 dal Vittoria Peace Film Fest, con la giuria presieduta da Roland Sejko, ed ha conquistato la menzione speciale della giuria dell'Asti Film Festival.
Nel 2021, il film è destinatario del premio come miglior documentario intitolato a Mario Puzo di Corto e a capo, festival del Cinema nelle aree interne, concorre al Festival Internazionale del Cinema di Frontiera di Marzamemi ed è stato finalista nella sezione Bei Doc del Bellaria Film Festival, ideato da Enrico Ghezzi 39 anni fa.
Nell’autunno dello stesso anno il film vince due angeli di Dominioni al Terni Film Festival, per la migliore fotografia e per il miglior documentario da parte della giuria internazionale composta da Mohammed Almughanni, Viviana Carlet e Carolina D’Alatri. È anche il miglior documentario secondo la giuria, presieduta da Violante Placido, del Foggia Film Festival e di CortoDino, il festival dedicato al ricordo dei produttori Dino, Luigi e Alfredo De Laurentiis. Ha inoltre ricevuto il riconoscimento per la sezione documentari della 75ª edizione del Festival Internazionale del Cinema di Salerno. È il miglior film italiano del 2021 per il Catania Film Festival. Il film, che consta anche della sottotitolatura in lingua inglese, è stato oggetto di proiezione in più Paesi, dalla Polonia, con l'International Film Festival Niepokalanòw di Breslavia, agli Stati Uniti, partecipando al Reel Doc Fest 2022, concorso cinematografico del documentario e del cortometraggio della periferia di Chicago. Nel 2023, è accolto all'Istituto Italiano di Cultura di Edimburgo, nella rassegna Fare Cinema, in collaborazione con il Consolato Generale d'Italia a Edimburgo e il Comites Scozia e Irlanda del Nord.
Dal 25 ottobre del 2022, data della prima TV, il documentario è distribuito in digitale terrestre entrando nei palinsesti di Rai Storia, nel format Storie e Anniversari, divenendo disponibile alla visione libera dalla piattaforma streaming Rai Play. «La ricostruzione di una tragedia dimenticata» ha titolato il critico televisivo Aldo Grasso dalle pagine del Corriere della Sera.
È stato prodotto e rilasciato un Blu-ray Disc, distribuito senza scopo di lucro, per finalità didattiche ed educative.

## Curiosità
Lo scrittore Roberto Saviano ha così menzionato l'opera in riferimento al capitolo 51 (Io penso sempre a te) del volume Solo è il coraggio - Giovanni Falcone, il romanzo (Bompiani, 2022): «L'ispirazione per la stesura del capitolo mi è venuta dopo la visione del bellissimo e toccante documentario di Davide Lorenzano, L'abbraccio. Molti dei dettagli che ho utilizzato per costruire la scena sono ripresi da qui».

## Colonna sonora
La colonna sonora, composta da Bruno Bavota, pubblicata da Temporary Residence Ltd. e disponibile sulle piattaforme digitali, si intitola Saette.